# Expedition 32
Expedition 32 è stata la 32ª missione di lunga durata verso la International Space Station (ISS). È formalmente iniziata il 1º luglio 2012 con la partenza della Soyuz TMA-03M dalla ISS, che ha riportato sulla terra l'equipaggio della Expedition 31, ed è finita con la partenza della Sojuz TMA-04M, il 16 settembre 2012.

## Equipaggio
| Ruolo               | Luglio 2012                             | Luglio – Settembre 2012                 |
| ------------------- | --------------------------------------- | --------------------------------------- |
| Comandante          | Gennadij Padalka, Roscosmos Quarto volo | Gennadij Padalka, Roscosmos Quarto volo |
| Ingegnere di volo 1 | Sergej Revin, Roscosmos Primo volo      | Sergej Revin, Roscosmos Primo volo      |
| Ingegnere di volo 2 | Joseph Acaba, NASA Secondo volo         | Joseph Acaba, NASA Secondo volo         |
| Ingegnere di volo 3 |                                         | Jurij Malenčenko, Roscosmos Quinto volo |
| Ingegnere di volo 4 |                                         | Sunita Williams, NASA Secondo volo      |
| Ingegnere di volo 5 |                                         | Akihiko Hoshide, JAXA Secondo volo      |